# Lidl-Trek (vrouwenwielerploeg)/2025
Deze pagina geeft een overzicht van de vrouwenwielerploeg Lidl-Trek in 2025.

## Algemeen
Algemeen manager: Luca Guercilena
Ploegleiders: Kim Andersen, Sebastian Andersen, Adriano Baffi, Jeroen Blijlevens, Markel Irizar, Steven de Jongh, Michael Schär, Gregory Rast, Ina-Yoko Teutenberg, Xabier Zabalo
Fietsmerk: Trek

## Renners

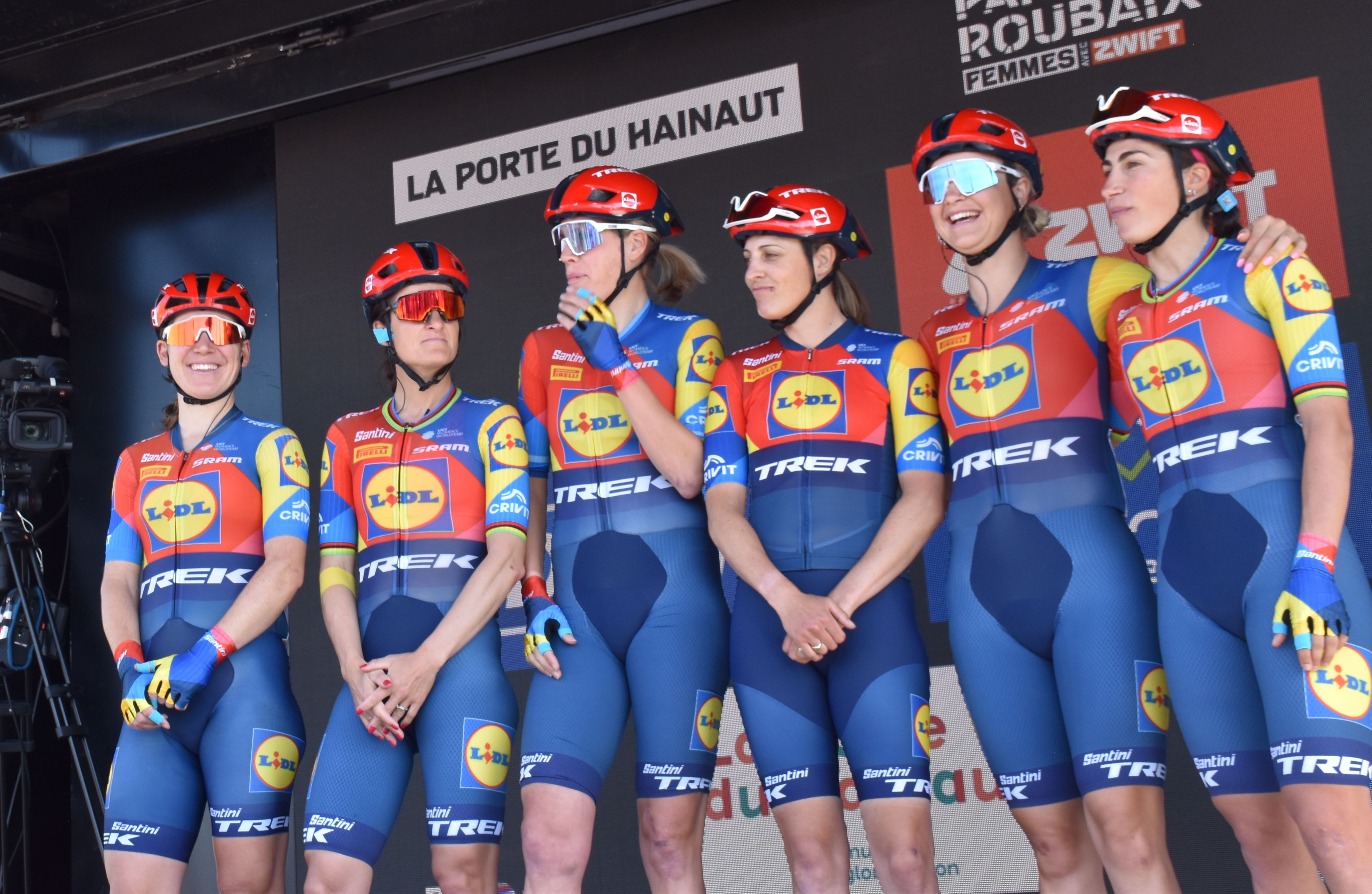
Het team in Parijs-Roubaix 2025.

| Naam                      | Geboortedatum | Nationaliteit       | Ploeg 2024              |
| ------------------------- | ------------- | ------------------- | ----------------------- |
| Elisa Balsamo             | 27-02-1998    | Italië              |                         |
| Lucinda Brand             | 02-07-1989    | Nederland           |                         |
| Clara Copponi             | 12-01-1999    | Frankrijk           |                         |
| Elizabeth Deignan*        | 18-12-1988    | Verenigd Koninkrijk |                         |
| Niamh Fisher-Black        | 12-08-2000    | Nieuw-Zeeland       | Team SD Worx-Protime    |
| Lauretta Hanson           | 29-10-1994    | Australië           |                         |
| Anna Henderson            | 14-11-1998    | Verenigd Koninkrijk | Team Visma-Lease a Bike |
| Ava Holmgren              | 22-05-2005    | Canada              |                         |
| Isabella Holmgren         | 22-05-2005    | Canada              |                         |
| Riejanne Markus           | 01-09-1994    | Nederland           | Team Visma-Lease a Bike |
| Fleur Moors               | 11-10-2005    | België              |                         |
| Emma Norsgaard            | 26-07-1999    | Denemarken          | Movistar Team           |
| Gaia Realini              | 19-06-2001    | Italië              |                         |
| Ilaria Sanguineti         | 15-04-1994    | Italië              |                         |
| Izzy Sharp                | 11-06-2005    | Verenigd Koninkrijk |                         |
| Amanda Spratt             | 17-09-1987    | Australië           |                         |
| Shirin van Anrooij        | 05-02-2002    | Nederland           |                         |
| Ellen van Dijk            | 11-02-1987    | Nederland           |                         |
| Felicity Wilson-Haffenden | 16-07-2005    | Australië           |                         |

* gestopt 24 juni

### Stagiairs
Per 1 augustus 2025
| Naam           | Geboortedatum | Nationaliteit | Vorige ploeg                  |
| -------------- | ------------- | ------------- | ----------------------------- |
| Marine Lenehan | 17-01-1998    | Ierland       | Dan Morissey Primor by Pissei |

### Vertrokken
| Naam                 | Geboortedatum | Nationaliteit       | Ploeg 2025   |
| -------------------- | ------------- | ------------------- | ------------ |
| Elynor Bäckstedt     | 06-12-2001    | Verenigd Koninkrijk | UAE Team ADQ |
| Brodie Chapman       | 09-04-1991    | Australië           | UAE Team ADQ |
| Lisa Klein           | 15-07-1996    | Duitsland           | ?            |
| Elisa Longo Borghini | 10-12-1991    | Italië              | UAE Team ADQ |

## Overwinningen
| Nationale kampioenschappen wielrennen Canada - tijdrit: Ava Holmgren (beloften) Schwalbe Women's One Day Classic Clara Copponi Wielerweek van Valencia 3e etappe: Elisa Balsamo 4e etappe: Elisa Balsamo Puntenklassement: Elisa Balsamo Ronde van Extremadura 1e etppe a (ITT): Ellen van Dijk Eindklassement: Ellen van Dijk Trofeo Alfredo Binda-Comune di Cittiglio Elisa Balsamo Scheldeprijs Elisa Balsamo Ronde van Spanje 1e etappe (TTT): *1) Durango-Durango Emakumeen Saria Isabella Holmgren | Dwars door de Westhoek Fleur Moors GP Mazda Schelkens Clara Copponi Ronde van Zwitserland 3e etappe: Elisa Balsamo Ploegenklassement: *2) Ronde van Italië 2e etappe: Anna Henderson Baloise Ladies Tour Ploegenklassement: *3) |  |

*1) Ploeg Ronde van Spanje: Deignan, Fisher-Black, Henderson, Markus, Norsgaard, van Dijk, van Anrooij
*2) Ploeg Ronde van Zwitserland: Balsamo, Fisher-Black, Holmgren, Norsgaard, Realini, Spratt
*3) Ploeg Baloise Ladies Tour: Copponi, Holmgren, Realini, van Dijk, Wilson-Haffenden
Mannen: 2011 · 2012 · 2013 · 2014 · 2015 · 2016 · 2017 · 2018 · 2019 · 2020 · 2021 · 2022 · 2023 · 2024 · 2025
Vrouwen: 2019 · 2020 · 2021 · 2022 · 2023 · 2024 · 2025
AG Insurance-Soudal · Canyon//SRAM zondacrypto  · Ceratizit-WNT Pro Cycling · FDJ-SUEZ · Fenix-Deceuninck · Human Powered Health · Lidl-Trek · Liv AlUla Jayco · Movistar · Roland · Team Picnic PostNL · SD Worx-Protime · Team Visma|Lease a Bike · UAE Team ADQ · Uno-X Mobility